# Pukerua Bay
Pukerua Bay és un petit poble costaner a l'extrem sud de la costa de Kapiti a Nova Zelanda. Pel que fa als governs locals, És el barri més septentrional de la ciutat de Pari-ā-Rua (en anglès Porirua City) del qual el centre es troba a 12 km a la carretera estatal 1 (SH1), i 30 km al nord del centre de Wellington.
En maori, Pukerua prové de puke rua que significa literalment dos turons, però no és clar a quins turons es refereix. Tenia 2.120 habitants el 2022 i havia 89 empreses, principalment de serveis de proximitat. Té un jardí d'infants i una escola primari.
Pukerua Bay té una estació de tren, a la línia Kapiti de Wellington a Waikanae. Una segona estació de Muri es va tancar el 2011.

## Llocs d'interés
- Reserves naturals
- El sender Escarpment Track, un tram de deu km del sender Te Araroa d'un 3000 km
- Parc de patinatge sobre rodes, inaugurat el 1976 i modernitzat el 2009, un dels primers de l'hemisferi sud.[2]

## Personatges
- Peter Jackson